# Aaronsohnia
Aaronsohnia is een geslacht uit de composietenfamilie (Asteraceae). De soorten komen voornamelijk voor in niet-zoute steppes en woestijnen in Noord-Afrika en het Midden-Oosten. Het geslacht is in 1927 vernoemd naar de landbouwkundige Aaron Aaronsohn door de botanica Otto Warburg (1859–1938) en Alexander Eig (1894–1938).

## Soorten
- Aaronsohnia factorovskyi Warb. & Eig
- Aaronsohnia pubescens (Desf.) K.Bremer & Humphries